# Reserva Natural del Valle de Mai
La Reserva Natural del Valle de Mai  (“Valle de Mayo") en la isla de Praslin, en el archipiélago de las Seychelles, en el océano Índico occidental (4°19′ S, 55°44′ E), con su selva natural de palmeras y una importante fauna, que incluye varias especies protegidas, fue declarada Reserva de la Naturaleza el 18 de abril de 1966 y parque nacional en 1979. En 1983, esta área protegida fue inscrita por la Unesco en la lista de los lugares que son Patrimonio de la Humanidad.
Una de las rarezas más célebres de esta isla es el coco de mar, el enorme e intrigante fruto de una palmera que es endémica de este archipiélago. Otra especie importante es el papagayo negro, el “ave nacional” de las Seychelles.
La Reserva, con 19,5 ha, se encuentra en las colinas del centro de la isla (altitudes de 160 a 200 m), dentro del parque nacional Praslin (324 ha). El valle está formado por dos ríos, el Nouvelle Découvert, que discurre hacia el este y el Rivière Fond B'Offay, que desemboca en el mar en la Bahía Sainte Anne, al oeste. Las cinco especies de palmeras endémicas de las Seychelles se encuentran en el valle: Deckenia nobilis, Phoenicophorium borsigiana, Lodoicea maldivica (o coco de mar), Verschaffeltia splendida, Roscheria melanochaetes e Nephrosperma van-houtteana. Dentro de la selva existen todavía otras especies endémicas, como Northea hornei, Pandanus hornei, Drypetes riseleyi y Dillenia ferruginea. Las ciperáceas endémicas Thorachostachyum floribundum y Scleria sumatrensis también están en el área. Las colinas que rodean el valle sufrieron alguna erosión, debida a la deforestación e incendios forestales; aquí se encuentran algunas especies exóticas, al lado de las endémicas Dillenia ferruginea, Paragenipa lancifolia, Memecyclon elaeagni, Syzygium wrightii, Pandanus multispicatus y Deckenia nobilis. 
En términos de fauna, la especie más importante es, sin duda, el papagayo negro, Coracopsis nigra barklyi, totalmente dependente del Valle de Mai, de las que existían en 1994 108 aves. Otras aves endémicas incluyen Hypsipetes crassirostris, la paloma azul, Alectroenas pulcherrima, el ave del sol de las Seychelles, Nectarinia dussamieri, el halcón de las Seychelles, Falco araea y Collocalia francica elaphra. Apenas se conocen dos especies de mamíferos endémicas de las Seychelles, el zorro volador, Pteropus seychellensis y el murciélago Coleura seychellensis. Entre los reptiles endémicos, existe un camaleón endémico, Chamaeleo tigris y dos espécies de cobras, Boaedon geometricus y Lycognathophis seychellensis y, entre las ranas, Tachycnemius seychellensis. En los riachuelos, se encuentra una especie endémica de cangrejo, Dekenia allaudi, y una de peces, Pachypanchax playfairi. Están todavía registadas dos especies endémicas de caracoles, Stylodonta studeriana y Pachinodus arnatus.